# 1970년대 오리콘 CD 음반 차트 1위
1970년 1월 5일부터 오리콘 LP차트를 시행하였다. 지금의 "오리콘 앨범차트"로 개칭된 것은 1987년 10월부터이다. 1986년까지는 "오리콘 LP차트"가 정식명칭이었으며, 1987년에는 LP와 카세트테이프를 합친 "LP&TAPES차트"가 정식명칭이다.

### 차트

#### 1970년
| 1월 - 1월 5일 - 모리 신이치 『花と涙/森進一のすべて』 - 1월 12일 - 아오에 미나 『池袋の夜/青江三奈のすべて』 - 1월 19일 - 모리 신이치 『花と涙/森進一のすべて』 - 1월 26일 - 모리 신이치 『花と涙/森進一のすべて』 2월 - 2월 2일 - 모리 신이치 『花と涙/森進一のすべて』 - 2월 9일 - 모리 신이치 『花と涙/森進一のすべて』 - 2월 16일 - 모리 신이치 『花と涙/森進一のすべて』 - 2월 23일 - 모리 신이치 『花と涙/森進一のすべて』 3월 - 3월 2일 - 모리 신이치 『花と涙/森進一のすべて』 - 3월 9일 - 모리 신이치 『花と涙/森進一のすべて』 (8주 연속, 통산 9주) - 3월 16일 - 모리 신이치 『影を慕いて』 - 3월 23일 - 모리 신이치 『花と涙/森進一のすべて』 (통산 10주) - 3월 30일 - 후지 케이코 『新宿の女/“演歌の星”藤圭子のすべて』 (1970년 LP차트 1위) 4월 - 4월 6일 - 후지 케이코 『新宿の女/“演歌の星”藤圭子のすべて』 - 4월 13일 - 후지 케이코 『新宿の女/“演歌の星”藤圭子のすべて』 - 4월 20일 - 후지 케이코 『新宿の女/“演歌の星”藤圭子のすべて』 - 4월 27일 - 후지 케이코 『新宿の女/“演歌の星”藤圭子のすべて』 5월 - 5월 4일 - 후지 케이코 『新宿の女/“演歌の星”藤圭子のすべて』 - 5월 11일 - 후지 케이코 『新宿の女/“演歌の星”藤圭子のすべて』 - 5월 18일 - 후지 케이코 『新宿の女/“演歌の星”藤圭子のすべて』 - 5월 25일 - 후지 케이코 『新宿の女/“演歌の星”藤圭子のすべて』 6월 - 6월 1일 - 후지 케이코 『新宿の女/“演歌の星”藤圭子のすべて』 - 6월 8일 - 후지 케이코 『新宿の女/“演歌の星”藤圭子のすべて』 - 6월 15일 - 후지 케이코 『新宿の女/“演歌の星”藤圭子のすべて』 - 6월 22일 - 후지 케이코 『新宿の女/“演歌の星”藤圭子のすべて』 - 6월 29일 - 후지 케이코 『新宿の女/“演歌の星”藤圭子のすべて』 | 7월 - 7월 6일 - 후지 케이코 『新宿の女/“演歌の星”藤圭子のすべて』 - 7월 13일 - 후지 케이코 『新宿の女/“演歌の星”藤圭子のすべて』 - 7월 20일 - 후지 케이코 『新宿の女/“演歌の星”藤圭子のすべて』 - 7월 27일 - 후지 케이코 『新宿の女/“演歌の星”藤圭子のすべて』 8월 - 8월 3일 - 후지 케이코 『新宿の女/“演歌の星”藤圭子のすべて』 - 8월 10일 - 후지 케이코 『新宿の女/“演歌の星”藤圭子のすべて』 (20주 연속) - 8월 17일 - 후지 케이코 『女のブルース』 - 8월 24일 - 후지 케이코 『女のブルース』 - 8월 31일 - 후지 케이코 『女のブルース』 9월 - 9월 7일 - 후지 케이코 『女のブルース』 - 9월 14일 - 후지 케이코 『女のブルース』 - 9월 21일 - 후지 케이코 『女のブルース』 - 9월 28일 - 후지 케이코 『女のブルース』 10월 - 10월 5일 - 후지 케이코 『女のブルース』 - 10월 12일 - 후지 케이코 『女のブルース』 - 10월 19일 - 후지 케이코 『女のブルース』 - 10월 26일 - 후지 케이코 『女のブルース』 11월 - 11월 2일 - 후지 케이코 『女のブルース』 - 11월 9일 - 후지 케이코 『女のブルース』 - 11월 16일 - 후지 케이코 『女のブルース』 - 11월 23일 - 후지 케이코 『女のブルース』 - 11월 30일 - 후지 케이코 『女のブルース』 12월 - 12월 7일 - 후지 케이코 『女のブルース』 (17주 연속) - 12월 14일 - 쿨 파이브・후지 케이코 『演歌の競演/清と圭子』 - 12월 21일 - 쿨 파이브・후지 케이코 『演歌の競演/清と圭子』 - 12월 28일 - 쿨 파이브・후지 케이코 『演歌の競演/清と圭子』 |

#### 1971년
| 1월 - 1월 4일 - (미발표) - 1월 11일 - 쿨 파이브・후지 케이코 『演歌の競演/清と圭子』 (4주 연속) - 1월 18일 - 사이먼 & 가펑클 『サイモン&ガーファンクル』 - 1월 25일 - 쿨 파이브・후지 케이코 『演歌の競演/清と圭子』 (통산 5주) 2월 - 2월 1일 - 사이먼 & 가펑클 『Bridge over Troubled Water』 - 2월 8일 - 사이먼 & 가펑클 『Bridge over Troubled Water』 - 2월 15일 - 사이먼 & 가펑클 『Bridge over Troubled Water』 - 2월 22일 - 사이먼 & 가펑클 『Bridge over Troubled Water』 - 2월 29일 - 사이먼 & 가펑클 『Bridge over Troubled Water』 3월 - 3월 8일 - 사이먼 & 가펑클 『Bridge over Troubled Water』 - 3월 15일 - 사이먼 & 가펑클 『Bridge over Troubled Water』 (7주 연속) - 3월 22일 - 엘비스 프레슬리 『That's the Way It Is』 (1971년 LP차트 1위) - 3월 29일 - 엘비스 프레슬리 『That's the Way It Is』 4월 - 4월 5일 - 엘비스 프레슬리 『That's the Way It Is』 - 4월 12일 - 엘비스 프레슬리 『That's the Way It Is』 - 4월 19일 - 엘비스 프레슬리 『That's the Way It Is』 - 4월 26일 - 엘비스 프레슬리 『That's the Way It Is』 5월 - 5월 3일 - 엘비스 프레슬리 『That's the Way It Is』 - 5월 10일 - 엘비스 프레슬리 『That's the Way It Is』 - 5월 17일 - 엘비스 프레슬리 『That's the Way It Is』 - 5월 24일 - 엘비스 프레슬리 『That's the Way It Is』 - 5월 31일 - 엘비스 프레슬리 『That's the Way It Is』 6월 - 6월 7일 - 엘비스 프레슬리 『That's the Way It Is』 - 6월 14일 - 엘비스 프레슬리 『That's the Way It Is』 - 6월 21일 - 엘비스 프레슬리 『That's the Way It Is』 - 6월 28일 - 엘비스 프레슬리 『That's the Way It Is』 | 7월 - 7월 5일 - 엘비스 프레슬리 『That's the Way It Is』 (15주 연속) - 7월 12일 - 사이먼 & 가펑클 『グレーテスト・ヒットII』 - 7월 19일 - 사이먼 & 가펑클 『グレーテスト・ヒットII』 - 7월 26일 - 사이먼 & 가펑클 『グレーテスト・ヒットII』 8월 - 8월 2일 - 사이먼 & 가펑클 『グレーテスト・ヒットII』 - 8월 9일 - 사이먼 & 가펑클 『グレーテスト・ヒットII』 - 8월 16일 - 사이먼 & 가펑클 『グレーテスト・ヒットII』 - 8월 23일 - 사이먼 & 가펑클 『グレーテスト・ヒットII』 - 8월 30일 - 사이먼 & 가펑클 『グレーテスト・ヒットII』 9월 - 9월 6일 - 사이먼 & 가펑클 『グレーテスト・ヒットII』 - 9월 13일 - 사이먼 & 가펑클 『グレーテスト・ヒットII』 (10주 연속) - 9월 20일 - 『Melody Fair』 - 9월 27일 - 사이먼 & 가펑클 『グレーテスト・ヒットII』 10월 - 10월 4일 - 사이먼 & 가펑클 『グレーテスト・ヒットII』 - 10월 11일 - 사이먼 & 가펑클 『グレーテスト・ヒットII』 - 10월 18일 - 사이먼 & 가펑클 『グレーテスト・ヒットII』 - 10월 25일 - 사이먼 & 가펑클 『グレーテスト・ヒットII』 11월 - 11월 1일 - 사이먼 & 가펑클 『グレーテスト・ヒットII』 - 11월 8일 - 사이먼 & 가펑클 『グレーテスト・ヒットII』 - 11월 15일 - 사이먼 & 가펑클 『グレーテスト・ヒットII』 (8주 연속, 통산 18주) - 11월 22일 - 사이먼 & 가펑클 『The Best of Simon&Garfunkel』 - 11월 29일 - 사이먼 & 가펑클 『The Best of Simon&Garfunkel』 (2주 연속) 12월 - 12월 6일 - 존 레논 『Imagine』 - 12월 13일 - 사이먼 & 가펑클 『The Best of Simon&Garfunkel』 - 12월 20일 - 사이먼 & 가펑클 『The Best of Simon&Garfunkel』 - 12월 27일 - 사이먼 & 가펑클 『The Best of Simon&Garfunkel』 |

#### 1972년
| 1월 - 1월 3일 - 사이먼 & 가펑클 『The Best of Simon&Garfunkel』 - 1월 10일 - (미발표) - 1월 17일 - 사이먼 & 가펑클 『The Best of Simon&Garfunkel』 - 1월 24일 - 사이먼 & 가펑클 『The Best of Simon&Garfunkel』 - 1월 31일 - 사이먼 & 가펑클 『The Best of Simon&Garfunkel』 (7주 연속, 통산 9주) 2월 - 2월 7일 - 아마치 마리 『水色の恋/涙から明日へ』 - 2월 14일 - 아마치 마리 『水色の恋/涙から明日へ』 (1972년 LP차트 1위) - 2월 21일 - 아마치 마리 『水色の恋/涙から明日へ』 - 2월 28일 - 아마치 마리 『水色の恋/涙から明日へ』 3월 - 3월 6일 - 아마치 마리 『水色の恋/涙から明日へ』 - 3월 13일 - 아마치 마리 『水色の恋/涙から明日へ』 - 3월 20일 - 아마치 마리 『水色の恋/涙から明日へ』 - 3월 27일 - 아마치 마리 『水色の恋/涙から明日へ』 4월 - 4월 3일 - 아마치 마리 『水色の恋/涙から明日へ』 - 4월 10일 - 아마치 마리 『水色の恋/涙から明日へ』 - 4월 17일 - 아마치 마리 『水色の恋/涙から明日へ』 (11주 연속) - 4월 24일 - 폴 사이먼 『Paul Simon』 5월 - 5월 1일 - 폴 사이먼 『Paul Simon』 - 5월 8일 - 폴 사이먼 『Paul Simon』 - 5월 15일 - 폴 사이먼 『Paul Simon』 - 5월 22일 - 폴 사이먼 『Paul Simon』 (5주 연속) - 5월 29일 - 아마치 마리 『水色の恋/涙から明日へ』 6월 - 6월 5일 - 아마치 마리 『水色の恋/涙から明日へ』 (2주 연속, 통산 13주) - 6월 12일 - 코야나기 루미코 『初心を忘れまいと誓った日』 - 6월 19일 - 아마치 마리 『ちいさな恋/ひとりじゃないの』 - 6월 26일 - 아마치 마리 『ちいさな恋/ひとりじゃないの』 | 7월 - 7월 3일 - 아마치 마리 『ちいさな恋/ひとりじゃないの』 - 7월 10일 - 아마치 마리 『ちいさな恋/ひとりじゃないの』 - 7월 17일 - 아마치 마리 『ちいさな恋/ひとりじゃないの』 - 7월 24일 - 아마치 마리 『ちいさな恋/ひとりじゃないの』 - 7월 31일 - 아마치 마리 『ちいさな恋/ひとりじゃないの』 8월 - 8월 7일 - 아마치 마리 『ちいさな恋/ひとりじゃないの』 (8주 연속) - 8월 14일 - 요시다 타쿠로 『元気です。』 - 8월 21일 - 요시다 타쿠로 『元気です。』 - 8월 28일 - 요시다 타쿠로 『元気です。』 9월 - 9월 4일 - 요시다 타쿠로 『元気です。』 - 9월 11일 - 요시다 타쿠로 『元気です。』 - 9월 18일 - 요시다 타쿠로 『元気です。』 - 9월 25일 - 요시다 타쿠로 『元気です。』 10월 - 10월 2일 - 요시다 타쿠로 『元気です。』 - 10월 9일 - 요시다 타쿠로 『元気です。』 - 10월 16일 - 요시다 타쿠로 『元気です。』 - 10월 23일 - 요시다 타쿠로 『元気です。』 - 10월 30일 - 요시다 타쿠로 『元気です。』 11월 - 11월 6일 - 요시다 타쿠로 『元気です。』 - 11월 13일 - 요시다 타쿠로 『元気です。』 (14주 연속) - 11월 20일 - 아마치 마리 『天地真理ギフトパック』 - 11월 27일 - 요시다 타쿠로 『元気です。』 (통산 15주) 12월 - 12월 4일 - 아마치 마리 『天地真理ギフトパック』 - 12월 11일 - 사이먼 & 가펑클 『ギフト・パック』 - 12월 18일 - 사이먼 & 가펑클 『ギフト・パック』 - 12월 25일 - 사이먼 & 가펑클 『ギフト・パック』 (3주 연속) |

#### 1973년
| 1월 - 1월 1일 - (미발표) - 1월 8일 - (미발표) - 1월 15일 - 미야 시로와 핀카라 트리오 『女のみち』 (1973년 LP차트 1위) - 1월 22일 - 아마치 마리 『明日へのメロディー』 - 1월 29일 - 아마치 마리 『明日へのメロディー』 2월 - 2월 5일 - 아마치 마리 『明日へのメロディー』 (3주 연속) - 2월 12일 - 엘비스 프레슬리 『Aloha from Hawaii Via Satellite』 - 2월 19일 - 엘비스 프레슬리 『Aloha from Hawaii Via Satellite』 - 2월 26일 - 엘비스 프레슬리 『Aloha from Hawaii Via Satellite』 (3주 연속) 3월 - 3월 5일 - GARO 『GARO 2』 - 3월 12일 - GARO 『GARO 2』 - 3월 19일 - GARO 『GARO 2』 - 3월 26일 - GARO 『GARO 2』 4월 - 4월 2일 - GARO 『GARO 2』 (5주 연속) - 4월 9일 - 코야나기 루미코 『春のおとずれ』 - 4월 16일 - 『ホット・メニュー'73』 - 4월 23일 - 『ホット・メニュー'73』 (2주 연속) - 4월 30일 - (미발표) 5월 - 5월 7일 - 아마치 마리 『若葉のささやき』 - 5월 14일 - 아마치 마리 『若葉のささやき』 - 5월 21일 - 아마치 마리 『若葉のささやき』 - 5월 28일 - 아마치 마리 『若葉のささやき』 (4주 연속) 6월 - 6월 4일 - 비틀즈 『1962–1966』 - 6월 11일 - 비틀즈 『1962–1966』 - 6월 18일 - 비틀즈 『1962–1966』 - 6월 25일 - 비틀즈 『1962–1966』 (4주 연속) | 7월 - 7월 2일 - 요시다 타쿠로 『伽草子』 - 7월 9일 - 비틀즈 『1962–1966』 (통산 5주) - 7월 16일 - 체리쉬 『スーパー・デラックス』 - 7월 23일 - 체리쉬 『スーパー・デラックス』 - 7월 30일 - 체리쉬 『スーパー・デラックス』 8월 - 8월 6일 - 체리쉬 『スーパー・デラックス』 - 8월 13일 - 체리쉬 『スーパー・デラックス』 - 8월 20일 - 체리쉬 『スーパー・デラックス』 - 8월 27일 - 체리쉬 『スーパー・デラックス』 9월 - 9월 3일 - 체리쉬 『スーパー・デラックス』 - 9월 10일 - 체리쉬 『スーパー・デラックス』 - 9월 17일 - 체리쉬 『スーパー・デラックス』 - 9월 24일 - 체리쉬 『スーパー・デラックス』 10월 - 10월 1일 - 체리쉬 『スーパー・デラックス』 - 10월 8일 - 체리쉬 『スーパー・デラックス』 (13주 연속) - 10월 15일 - 카펜터스 『Now & Then』 - 10월 22일 - 카구야히메 『かぐや姫さあど』 - 10월 29일 - 카구야히메 『かぐや姫さあど』 11월 - 11월 5일 - 카구야히메 『かぐや姫さあど』 - 11월 12일 - 카구야히메 『かぐや姫さあど』 - 11월 19일 - 카구야히메 『かぐや姫さあど』 - 11월 26일 - 카구야히메 『かぐや姫さあど』 12월 - 12월 3일 - 카구야히메 『かぐや姫さあど』 (7주 연속) - 12월 10일 - 체리쉬 『ベスト・セレクション'74』 - 12월 17일 - 이노우에 요스이 『氷の世界』 (1974년・1975년 LP차트 1위) - 12월 24일 - 이노우에 요스이 『氷の世界』 - 12월 31일 - (미발표) |

#### 1974년
| 1월 - 1월 7일 - (미발표) - 1월 14일 - 이노우에 요스이 『氷の世界』 - 1월 21일 - 이노우에 요스이 『氷の世界』 - 1월 28일 - 이노우에 요스이 『氷の世界』 2월 - 2월 4일 - 이노우에 요스이 『氷の世界』 - 2월 11일 - 이노우에 요스이 『氷の世界』 - 2월 18일 - 이노우에 요스이 『氷の世界』 - 2월 25일 - 이노우에 요스이 『氷の世界』 3월 - 3월 4일 - 이노우에 요스이 『氷の世界』 - 3월 11일 - 이노우에 요스이 『氷の世界』 (11주 연속) - 3월 18일 - 카구야히메 『三階建の詩』 - 3월 25일 - 이노우에 요스이 『氷の世界』 (통산 12주) 4월 - 4월 1일 - 카구야히메 『三階建の詩』 (통산 2주) - 4월 8일 - 이노우에 요스이 『氷の世界』 - 4월 15일 - 이노우에 요스이 『氷の世界』 - 4월 22일 - 이노우에 요스이 『氷の世界』 (3주 연속, 통산 15주) - 4월 29일 - 카펜터스 『ゴールデン・プライズ第2集』 5월 - 5월 6일 - 카펜터스 『ゴールデン・プライズ第2集』 - 5월 13일 - 카펜터스 『ゴールデン・プライズ第2集』 - 5월 20일 - 카펜터스 『ゴールデン・プライズ第2集』 - 5월 27일 - 카펜터스 『ゴールデン・プライズ第2集』 6월 - 6월 3일 - 카펜터스 『ゴールデン・プライズ第2集』 - 6월 10일 - 카펜터스 『ゴールデン・プライズ第2集』 - 6월 17일 - 카펜터스 『ゴールデン・プライズ第2集』 - 6월 24일 - 카펜터스 『ゴールデン・プライズ第2集』 | 7월 - 7월 1일 - 카펜터스 『ゴールデン・プライズ第2集』 - 7월 8일 - 카펜터스 『ゴールデン・プライズ第2集』 - 7월 15일 - 카펜터스 『ゴールデン・プライズ第2集』 - 7월 22일 - 카펜터스 『ゴールデン・プライズ第2集』 - 7월 29일 - 카펜터스 『ゴールデン・プライズ第2集』 8월 - 8월 5일 - 카펜터스 『ゴールデン・プライズ第2集』 - 8월 12일 - 카펜터스 『ゴールデン・プライズ第2集』 - 8월 19일 - 카펜터스 『ゴールデン・プライズ第2集』 - 8월 26일 - 카펜터스 『ゴールデン・プライズ第2集』 (18주 연속) 9월 - 9월 2일 - 이노우에 요스이 『氷の世界』 - 9월 9일 - 이노우에 요스이 『氷の世界』 - 9월 16일 - 이노우에 요스이 『氷の世界』 - 9월 23일 - 이노우에 요스이 『氷の世界』 (4주 연속, 통산 19주) - 9월 30일 - 카구야히메 『かぐや姫LIVE』 10월 - 10월 7일 - 카구야히메 『かぐや姫LIVE』 (2주 연속) - 10월 14일 - 이노우에 요스이 『二色の独楽』 - 10월 21일 - 이노우에 요스이 『二色の独楽』 - 10월 28일 - 이노우에 요스이 『二色の独楽』 11월 - 11월 4일 - 이노우에 요스이 『二色の独楽』 - 11월 11일 - 이노우에 요스이 『二色の独楽』 - 11월 18일 - 이노우에 요스이 『二色の独楽』 - 11월 25일 - 이노우에 요스이 『二色の独楽』 12월 - 12월 2일 - 이노우에 요스이 『二色の独楽』 - 12월 9일 - 이노우에 요스이 『二色の独楽』 - 12월 16일 - 이노우에 요스이 『二色の独楽』 (10주 연속) - 12월 23일 - 요시다 타쿠로 『今はまだ人生を語らず』 - 12월 30일 - (미발표) |

#### 1975년
| 1월 - 1월 6일 - (미발표) - 1월 13일 - 요시다 타쿠로 『今はまだ人生を語らず』 - 1월 20일 - 요시다 타쿠로 『今はまだ人生を語らず』 - 1월 27일 - 요시다 타쿠로 『今はまだ人生を語らず』 (4주 연속) 2월 - 2월 3일 - 이노우에 요스이 『氷の世界』 - 2월 10일 - 이노우에 요스이 『氷の世界』 - 2월 17일 - 이노우에 요스이 『氷の世界』 - 2월 24일 - 이노우에 요스이 『氷の世界』 3월 - 3월 3일 - 이노우에 요스이 『氷の世界』 - 3월 10일 - 이노우에 요스이 『氷の世界』 (6주 연속, 통산 25주) - 3월 17일 - 카구야히메 『かぐや姫フォーエバー』 - 3월 24일 - 카구야히메 『かぐや姫フォーエバー』 - 3월 31일 - 카구야히메 『かぐや姫フォーエバー』 (3주 연속) 4월 - 4월 7일 - 이노우에 요스이 『氷の世界』 - 4월 14일 - 이노우에 요스이 『氷の世界』 - 4월 21일 - 이노우에 요스이 『氷の世界』 - 4월 28일 - 이노우에 요스이 『氷の世界』 5월 - 5월 5일 - 이노우에 요스이 『氷の世界』 - 5월 12일 - 이노우에 요스이 『氷の世界』 - 5월 19일 - 이노우에 요스이 『氷の世界』 (7주 연속, 통산 32주) - 5월 26일 - 다운타운 부기우기 밴드 『続 脱・どん底』 6월 - 6월 2일 - 이노우에 요스이 『氷の世界』 (통산 33주) - 6월 9일 - 다운타운 부기우기 밴드 『続 脱・どん底』 (통산 2주) - 6월 16일 - 카제 『風ファーストアルバム』 - 6월 23일 - 카제 『風ファーストアルバム』 (2주 연속) - 6월 30일 - 카펜터스 『Horizon』 | 7월 - 7월 7일 - 카펜터스 『Horizon』 - 7월 14일 - 카펜터스 『Horizon』 - 7월 21일 - 카펜터스 『Horizon』 - 7월 28일 - 카펜터스 『Horizon』 (5주 연속) 8월 - 8월 4일 - 이노우에 요스이 『GOOD PAGES』 - 8월 11일 - 이노우에 요스이 『GOOD PAGES』 - 8월 18일 - 이노우에 요스이 『GOOD PAGES』 (3주 연속) - 8월 25일 - 후세 아키라 『シクラメンのかほりから』 9월 - 9월 1일 - 후세 아키라 『シクラメンのかほりから』 - 9월 8일 - 후세 아키라 『シクラメンのかほりから』 - 9월 15일 - 후세 아키라 『シクラメンのかほりから』 - 9월 22일 - 후세 아키라 『シクラメンのかほりから』 - 9월 29일 - 후세 아키라 『シクラメンのかほりから』 10월 - 10월 6일 - 후세 아키라 『シクラメンのかほりから』 (7주 연속) - 10월 13일 - 오구라 케이 『夢追い人』 - 10월 20일 - 오구라 케이 『夢追い人』 - 10월 27일 - 오구라 케이 『夢追い人』 11월 - 11월 3일 - 오구라 케이 『夢追い人』 - 11월 10일 - 오구라 케이 『夢追い人』 - 11월 17일 - 오구라 케이 『夢追い人』 - 11월 24일 - 오구라 케이 『夢追い人』 12월 - 12월 1일 - 오구라 케이 『夢追い人』 - 12월 8일 - 오구라 케이 『夢追い人』 - 12월 15일 - 오구라 케이 『夢追い人』 (10주 연속) - 12월 22일 - 후세 아키라 『傾いた道しるべ』 - 12월 29일 - 후세 아키라 『傾いた道しるべ』 |

#### 1976년
| 1월 - 1월 5일 - (미발표) - 1월 12일 - 후세 아키라 『傾いた道しるべ』 - 1월 19일 - 후세 아키라 『傾いた道しるべ』 - 1월 26일 - 후세 아키라 『傾いた道しるべ』 2월 - 2월 2일 - 후세 아키라 『傾いた道しるべ』 - 2월 9일 - 후세 아키라 『傾いた道しるべ』 (7주 연속) - 2월 16일 - 카제 『時は流れて…』 - 2월 23일 - 시몬 마사토 『およげ!たいやきくん』 (1976년 LP차트 1위) 3월 - 3월 1일 - 시몬 마사토 『およげ!たいやきくん』 - 3월 8일 - 시몬 마사토 『およげ!たいやきくん』 - 3월 15일 - 시몬 마사토『およげ!たいやきくん』 - 3월 22일 - 시몬 마사토 『およげ!たいやきくん』 - 3월 29일 - 시몬 마사토 『およげ!たいやきくん』 (6주 연속) 4월 - 4월 5일 - 이노우에 요스이 『招待状のないショー』 - 4월 12일 - 이노우에 요스이 『招待状のないショー』 - 4월 19일 - 이노우에 요스이 『招待状のないショー』 - 4월 26일 - 이노우에 요스이 『招待状のないショー』 5월 - 5월 3일 - 이노우에 요스이 『招待状のないショー』 - 5월 10일 - 이노우에 요스이 『招待状のないショー』 - 5월 17일 - 이노우에 요스이 『招待状のないショー』 - 5월 24일 - 이노우에 요스이 『招待状のないショー』 - 5월 31일 - 이노우에 요스이 『招待状のないショー』 (9주 연속) 6월 - 6월 7일 - 요시다 타쿠로 『明日に向って走れ』 - 6월 14일 - 요시다 타쿠로 『明日に向って走れ』 - 6월 21일 - 요시다 타쿠로 『明日に向って走れ』 (3주 연속) - 6월 28일 - 오구라 케이 『道草』 | 7월 - 7월 5일 - 오구라 케이 『道草』 (2주 연속) - 7월 12일 - 아라이 유미 『YUMING BRAND』 - 7월 19일 - 아라이 유미 『YUMING BRAND』 - 7월 26일 - 아라이 유미 『YUMING BRAND』 8월 - 8월 2일 - 아라이 유미 『YUMING BRAND』 (4주 연속) - 8월 9일 - 나카무라 마사토시 『想い出のかけら』 - 8월 16일 - 나카무라 마사토시 『想い出のかけら』 - 8월 23일 - 나카무라 마사토시 『想い出のかけら』 - 8월 30일 - 나카무라 마사토시 『想い出のかけら』 9월 - 9월 6일 - 나카무라 마사토시 『想い出のかけら』 - 9월 13일 - 나카무라 마사토시 『想い出のかけら』 - 9월 20일 - 나카무라 마사토시 『想い出のかけら』 - 9월 27일 - 나카무라 마사토시 『想い出のかけら』 10월 - 10월 4일 - 나카무라 마사토시 『想い出のかけら』 (9주 연속) - 10월 11일 - 아라이 유미 『YUMING BRAND』 (통산 5주) - 10월 18일 - 재니스 이언 『Aftertones』 - 10월 25일 - 재니스 이언 『Aftertones』 (2주 연속) 11월 - 11월 1일 - 베이 시티 롤러스 『Dedication』 - 11월 8일 - 베이 시티 롤러스 『Dedication』 - 11월 15일 - 베이 시티 롤러스 『Dedication』 (3주 연속) - 11월 22일 - 코무로 히토시・요시다 타쿠로・이노우에 요스이・이즈미야 시게루 『クリスマス』 - 11월 29일 - 오구라 케이 『遠ざかる風景』 12월 - 12월 6일 - 아라이 유미 『14番目の月』 - 12월 13일 - 오구라 케이 『遠ざかる風景』 - 12월 20일 - 오구라 케이 『遠ざかる風景』 - 12월 27일 - 오구라 케이 『遠ざかる風景』 |

#### 1977년
| 1월 - 1월 3일 - (미발표) - 1월 10일 - 오구라 케이 『遠ざかる風景』 - 1월 17일 - 오구라 케이 『遠ざかる風景』 (5주 연속, 통산 6주) - 1월 24일 - 퀸 『A Day at the Races』 - 1월 31일 - 베이 시티 롤러스 『Rock & Roll Love Letter』 2월 - 2월 7일 - 베이 시티 롤러스 『Rock & Roll Love Letter』 - 2월 14일 - 베이 시티 롤러스 『Rock & Roll Love Letter』 (3주 연속) - 2월 21일 - 하이 파이 세트 『Love Collection』 (1977년 앨범차트 1위) - 2월 28일 - 하이 파이 세트 『Love Collection』 3월 - 3월 7일 - 하이 파이 세트 『Love Collection』 - 3월 14일 - 하이 파이 세트 『Love Collection』 - 3월 21일 - 하이 파이 세트 『Love Collection』 - 3월 28일 - 하이 파이 세트 『Love Collection』 4월 - 4월 4일 - 하이 파이 세트 『Love Collection』 - 4월 11일 - 하이 파이 세트 『Love Collection』 - 4월 18일 - 하이 파이 세트 『Love Collection』 - 4월 25일 - 하이 파이 세트 『Love Collection』 5월 - 5월 2일 - 하이 파이 세트 『Love Collection』 (11주 연속) - 5월 9일 - 미우라 토모카즈와 동료들 『赤頭巾ちゃん秘密だよ』 - 5월 16일 - 요시다 타쿠로 『ぷらいべえと』 - 5월 23일 - 요시다 타쿠로 『ぷらいべえと』 (2주 연속) - 5월 30일 - 이루카 『植物誌』 6월 - 6월 6일 - 비틀즈 『The Beatles at the Hollywood Bowl』 - 6월 13일 - 비틀즈 『The Beatles at the Hollywood Bowl』 (2주 연속) - 6월 20일 - 핑크 레이디 『チャレンジ・コンサート』 - 6월 27일 - 비틀즈 『The Beatles at the Hollywood Bowl』 (통산 3주) | 7월 - 7월 4일 - 시미즈 켄타로 『健太郎ファースト』 - 7월 11일 - 시미즈 켄타로 『健太郎ファースト』 (2주 연속) - 7월 18일 - 미나미 코세츠 『今こころのままに』 - 7월 25일 - 베이 시티 롤러스 『It's a Game』 8월 - 8월 1일 - 베이 시티 롤러스 『It's a Game』 (2주 연속) - 8월 8일 - 사다 마사시 『風見鶏』 - 8월 15일 - 사다 마사시 『風見鶏』 - 8월 22일 - 사다 마사시 『風見鶏』 (3주 연속) - 8월 29일 - 사사키 이사오 『宇宙戦艦ヤマト』 9월 - 9월 5일 - 사사키 이사오 『宇宙戦艦ヤマト』 - 9월 12일 - 사사키 이사오 『宇宙戦艦ヤマト』 - 9월 19일 - 사사키 이사오 『宇宙戦艦ヤマト』 - 9월 26일 - 사사키 이사오 『宇宙戦艦ヤマト』 10월 - 10월 3일 - 사사키 이사오 『宇宙戦艦ヤマト』 (6주 연속) - 10월 10일 - 이시카와 사유리 『暖流』 - 10월 17일 - 이시카와 사유리 『暖流』 - 10월 24일 - 이시카와 사유리 『暖流』 - 10월 31일 - 이시카와 사유리 『暖流』 (4주 연속) 11월 - 11월 7일 - 카제 『海風』 - 11월 14일 - 카제 『海風』 - 11월 21일 - 카제 『海風』 (3주 연속) - 11월 28일 - 이시카와 사유리 『暖流』 (통산 5주) 12월 - 12월 5일 - 사와다 켄지 『思いきり気障な人生』 - 12월 12일 - 이시카와 사유리 『暖流』 (통산 6주) - 12월 19일 - 핑크 레이디 『ピンク・レディー ベスト・ヒット・アルバム』 (1978년 앨범차트 1위) - 12월 26일 - 핑크 레이디 『ピンク・レディー ベスト・ヒット・アルバム』 |

#### 1978년
| 1월 - 1월 2일 - (미발표) - 1월 9일 - 핑크 레이디 『ピンク・レディー ベスト・ヒット・アルバム』 - 1월 16일 - 핑크 레이디 『ピンク・レディー ベスト・ヒット・アルバム』 - 1월 23일 - 핑크 레이디 『ピンク・レディー ベスト・ヒット・アルバム』 - 1월 30일 - 핑크 레이디 『ピンク・レディー ベスト・ヒット・アルバム』 2월 - 2월 6일 - 핑크 레이디 『ピンク・レディー ベスト・ヒット・アルバム』 - 2월 13일 - 핑크 레이디 『ピンク・レディー ベスト・ヒット・アルバム』 - 2월 20일 - 핑크 레이디 『ピンク・レディー ベスト・ヒット・アルバム』 - 2월 27일 - 핑크 레이디 『ピンク・レディー ベスト・ヒット・アルバム』 (10주 연속) 3월 - 3월 6일 - 하라다 신지 『Feel Happy』 - 3월 13일 - 하라다 신지 『Feel Happy』 - 3월 20일 - 하라다 신지 『Feel Happy』 - 3월 27일 - 하라다 신지 『Feel Happy』 (4주 연속) 4월 - 4월 3일 - 사다 마사시 『私花集』 - 4월 10일 - 사다 마사시 『私花集』 (2주 연속) - 4월 17일 - 아리스 『ALICE VI』 - 4월 24일 - 아리스 『ALICE VI』 5월 - 5월 1일 - 아리스 『ALICE VI』 - 5월 8일 - 아리스 『ALICE VI』 (4주 연속) - 5월 15일 - 카구야히메 『かぐや姫・今日』 - 5월 22일 - 아리스 『ALICE VI』 - 5월 29일 - 아리스 『ALICE VI』 (2주 연속, 통산 6주) 6월 - 6월 5일 - 캔디즈 『キャンディーズ ファイナルカーニバル プラス・ワン』 - 6월 12일 - 야자와 에이키치 『ゴールドラッシュ』 - 6월 19일 - 야자와 에이키치 『ゴールドラッシュ』 - 6월 26일 - 야자와 에이키치 『ゴールドラッシュ』 | 7월 - 7월 3일 - 야자와 에이키치 『ゴールドラッシュ』 - 7월 10일 - 야자와 에이키치 『ゴールドラッシュ』 (5주 연속) - 7월 17일 - 『Saturday Night Fever』 - 7월 24일 - 세라 마사노리 & 트위스트 『世良公則&ツイスト』 - 7월 31일 - 세라 마사노리 & 트위스트 『世良公則&ツイスト』 (2주 연속) 8월 - 8월 7일 - 『Saturday Night Fever』 - 8월 14일 - 『Saturday Night Fever』 - 8월 21일 - 『Saturday Night Fever』 - 8월 28일 - 『Saturday Night Fever』 9월 - 9월 4일 - 『Saturday Night Fever』 - 9월 11일 - 『Saturday Night Fever』 - 9월 18일 - 『Saturday Night Fever』 (7주 연속, 통산 8주) - 9월 25일 - 호리우치 타카오 『あいつが死んだ晩』 10월 - 10월 2일 - 호리우치 타카오 『あいつが死んだ晩』 - 10월 9일 - 호리우치 타카오 『あいつが死んだ晩』 (3주 연속) - 10월 16일 - 아리스 『栄光への脱出〜武道館ライブ』 - 10월 23일 - 아리스 『栄光への脱出〜武道館ライブ』 - 10월 30일 - 아리스 『栄光への脱出〜武道館ライブ』 11월 - 11월 6일 - 아리스 『栄光への脱出〜武道館ライブ』 - 11월 13일 - 아리스 『栄光への脱出〜武道館ライブ』 - 11월 20일 - 아리스 『栄光への脱出〜武道館ライブ』 - 11월 27일 - 아리스 『栄光への脱出〜武道館ライブ』 (7주 연속) 12월 - 12월 4일 - 마츠야마 치하루 『歩き続ける時』 - 12월 11일 - 미나미 코세츠 『こんな静かな夜』 - 12월 18일 - 야자와 에이키치 『LIVE 後楽園スタジアム』 - 12월 25일 - 미나미 코세츠 『こんな静かな夜』 (통산 2주) |

#### 1979년
| 1월 - 1월 1일 - (미발표) - 1월 8일 - 고다이고 『西遊記』 (1979년 LP차트 1위) - 1월 15일 - 쿠보타 사키 『夢がたり』 - 1월 22일 - 쿠보타 사키 『夢がたり』 - 1월 29일 - 쿠보타 사키 『夢がたり』 2월 - 2월 5일 - 고다이고 『西遊記』 - 2월 12일 - 고다이고 『西遊記』 - 2월 19일 - 고다이고 『西遊記』 - 2월 26일 - 고다이고 『西遊記』 3월 - 3월 5일 - 고다이고 『西遊記』 - 3월 12일 - 고다이고 『西遊記』 - 3월 19일 - 고다이고 『西遊記』 (7주 연속, 통산 8주) - 3월 26일 - 카이밴드 『甲斐バンド・ストーリー』 4월 - 4월 2일 - 카이밴드 『甲斐バンド・ストーリー』 (2주 연속) - 4월 9일 - 나카지마 미유키 『親愛なる者へ』 - 4월 16일 - 야가미 준코 『素顔の私』 - 4월 23일 - 사다 마사시 『夢供養』 - 4월 30일 - 사다 마사시 『夢供養』 (2주 연속) 5월 - 5월 7일 - 트위스트 『ツイストII』 - 5월 14일 - 트위스트 『ツイストII』 (2주 연속) - 5월 21일 - ABBA 『Voulez-Vous』 - 5월 28일 - ABBA 『Voulez-Vous』 (2주 연속) 6월 - 6월 4일 - 마츠야마 치하루 『空を飛ぶ鳥のように 野を駈ける風のように』 - 6월 11일 - 마츠야마 치하루 『空を飛ぶ鳥のように 野を駈ける風のように』 (2주 연속) - 6월 18일 - 아리스 『ALICE VII』 - 6월 25일 - 아리스 『ALICE VII』 | 7월 - 7월 2일 - 아리스 『ALICE VII』 (3주 연속) - 7월 9일 - 키시다 사토시 『モーニング』 - 7월 16일 - 키시다 사토시 『モーニング』 - 7월 23일 - 키시다 사토시 『モーニング』 - 7월 30일 - 키시다 사토시 『モーニング』 8월 - 8월 6일 - 키시다 사토시 『モーニング』 (5주 연속) - 8월 13일 - 『交響詩銀河鉄道999』 - 8월 20일 - 『交響詩銀河鉄道999』 - 8월 27일 - 『交響詩銀河鉄道999』 9월 - 9월 3일 - 『交響詩銀河鉄道999』 - 9월 10일 - 『交響詩銀河鉄道999』 - 9월 17일 - 『交響詩銀河鉄道999』 - 9월 24일 - 『交響詩銀河鉄道999』 10월 - 10월 1일 - 『交響詩銀河鉄道999』 (8주 연속) - 10월 8일 - 이루카 『いつか冷たい雨が』 - 10월 15일 - 이루카 『いつか冷たい雨が』 (2주 연속) - 10월 22일 - 이글스 『The Long Run』 - 10월 29일 - 이글스 『The Long Run』 (2주 연속) 11월 - 11월 5일 - 키시다 사토시 『オン・ザ・ウェイ』 - 11월 12일 - 고다이고 『MAGIC CAPSULE』 - 11월 19일 - 야나기 조지 & 레이니 윈드 『レイニー・ウッド・アベニュー』 - 11월 26일 - 사다 마사시 『随想録』 12월 - 12월 3일 - 마츠야마 치하루 『起承転結』 (1980년 LP차트 1위) - 12월 10일 - 마츠야마 치하루 『起承転結』 - 12월 17일 - 마츠야마 치하루 『起承転結』 - 12월 24일 - 마츠야마 치하루 『起承転結』 (4주 연속) - 12월 31일 - 쿠보타 사키 『夢がたり』 |

### 같이 보기
- 1980년대 오리콘 CD 음반 차트 1위